# 根井三郎
根井 三郎（ねい さぶろう、1902年〈明治35年〉3月18日 - 1992年〈平成4年〉3月31日）は、日本の外交官、法務官僚。杉原千畝が発行した通称「命のビザ」を利用してウラジオストクへ逃れてきたユダヤ難民に対して、在ウラジオストク総領事代理として外務省の訓令に抗議し日本行の船に乗船許可を与えた人物として知られる。2017年以降に、彼自身も命のビザ（根井ビザ）を発行していたことも判明した。

## 経歴

### 前史
1902年（明治35年）、宮崎県宮崎郡廣瀬村福島（現在の宮崎市佐土原町）出身。1908年（明治41年）、広瀬尋常高等小学校入学、同校尋常科（現在の宮崎市立広瀬小学校）を卒業する。1916年（大正5年）、長崎県立中学玖島学館に入学。1921年（大正10年）、長崎県立大村中学校（旧制）（中学玖島学館より改名。現在の長崎県立大村高等学校）を卒業後、外務省留学生として外務省へ入省する。1924年（大正13年）3月に日露協会学校を修了する。なお、根井は日露協会学校において杉原千畝の二年後輩にあたる。

### 外交官としての経歴
1925年（大正14年）4月より、在ハルピン日本帝國領事館から外交官としてのキャリアを始め、同年11月に在ウラジオストク日本帝國総領事館に異動する。1929年（昭和4年）3月 に本省通商局第二課へ移り、同年8月には再び在ウラジオストク日本帝國総領事館で勤務する。
1930年（昭和5年）9月には本省会計課へ異動し、1932年（昭和7年）1月より欧米局第二課での勤務となる。同年9月には三度目の在ウラジオストク日本帝國総領事館勤務となる。
1933年（昭和12年）12月にはソビエト連邦内へ勤務となる。1935年（昭和10年）4月には大臣官房電信課での勤務となり、1936年（昭和11年）7月よりイラン国内にて勤務する。1940年（昭和15年）4月に本省欧亜局第一課にて勤務する。

### 「命のビザ」への対応
第二次世界大戦中、ナチス・ドイツの迫害によりポーランド等欧州各地から逃れてきたユダヤ人難民たちは、日本への通過を求めてリトアニアの在カウナス領事館の領事代理だった杉原千畝にビザ発給を要求し、杉原は外務省の訓令に反して1940年7月から9月にかけて約2千通以上の日本通過ビザを発給した。ユダヤ人難民の大半はシベリア鉄道で移動し、日本への航路があったソ連のウラジオストクへ向かった。
根井は1940年（昭和15年）8月に本省より在ウラジオストク日本総領事館勤務を命じられ、12月には総領事代理（副領事）に任じられ翌年1月8日にウラジオストク着任したばかりであった。杉原が発行した日本通過ビザを持ったユダヤ人難民に対して、根井は2月8日より本省と電文にて協議を開始した。外務省は日独伊三国軍事同盟を結んでいたドイツに配慮し、杉原が発給したビザを再検閲するよう根井に命じた。だが、根井は3月30日付けの電報で「国際的信用から考えて面白からず」と異を唱え、ビザを持つユダヤ人難民を福井県にある敦賀港行きの船に乗せ、ビザを持たない者には根井の独断で渡航証明書や通過ビザを発給した。1941年3月に根井と外務省が交わした電報は外交史料館に残っている。
なお、従来では杉原が発給したビザに根井が追認して署名したものが存在することは確認されていたが、根井自身が発給したビザはソ連の記録上にはあるものの、そのビザの実物は確認されていなかった。しかし、2020年（令和2年）5月に著述家の北出明によって、アメリカへ亡命したユダヤ人の子孫が根井発給のビザを持っていることが判明した。そのビザには「昭和16年2月28日　通過査証」「敦賀横浜経由『アメリカ』行」と記されていた。独自ビザの発給は6月2日まで続けられた。その後根井は8月17日から9月13日まで日本へ一時帰国し、1944年（昭和19年）11月よりソビエト連邦内にて再び勤務する。

### 戦後
1945年（昭和20年）1月には本国へ帰国し、そのまま日本で終戦を迎える。戦後、1946年（昭和21年）3月30日に根井は外務省を退職する。1950年（昭和25年）6月10日付けで大蔵事務官として横浜税関での勤務を命ぜられる。そして1951年（昭和26年）には、入国管理庁（現在の出入国在留管理庁）への出向を命ぜられ、同年11月1日付けで入国審査官に任命される。1952年（昭和27年）8月1日に法務省外局に入国管理庁が設置され、同年9月に法務省横浜兼川崎出張所長、1957年（昭和32年）8月に鹿児島入国管理事務所（現在の福岡出入国在留管理局鹿児島出張所）所長、1959年（昭和34年）8月に名古屋入国管理事務所（現在の名古屋出入国在留管理局）所長、1962年（昭和37年）3月同所を最後に引退する。1992年（平成2年）3月31日永眠（享年90歳）。根井は難民を助けた理由を語ろうとしなかったため、故郷でも功績は知られてはいなかった。

### 死後及び顕彰活動
福井県敦賀市の人道の港調査研究所代表の古江孝治は、2015年（平成27年）9月3日～8日まで福岡市アジア美術館で開催された「戦後70年記念事業 人道の外交官杉原千畝と命のビザを繋いだ日本人たち」展で根井三郎を紹介した。翌年には宮崎市で根井三郎顕彰会が発足したことに合わせて、9月24日に「根井三郎と命のビザ」の講演会が開催された。2019年（平成31年）3月2日には、佐土原総合文化センターで根井三郎顕彰講演会とトークセッションが開催された。また、同年6月18日に行われた宮崎県議会6月定例会において、横田照夫県議より根井三郎の功績に対する評価をどう考えているのか問われた河野俊嗣知事は以下のように答弁している。

## 登場する作品

### 映画
- 『杉原千畝 スギハラチウネ』（2015年、東宝） - 演：二階堂智